# Pasquier de Nantes
Pour les articles homonymes, voir Pasquier.
Pasquier de Nantes, appelé saint Pasquier, est un saint catholique breton, évêque de Nantes aux environs de 630 à 637.

## Biographie
Pasquier de Nantes est un enfant de la ville de Nantes dans le royaume de Bretagne sous le roi légendaire Salomon II (612-vers 630/632) et le roi Judicaël au VIIe siècle.
Homme vertueux, pratiquant la charité, doux et pieux, il fuyait le monde et les honneurs. Il fut choisi comme évêque par le suffrage unanime des Nantais à cause de ses vertus. Bon pasteur, il souhaita offrir un monastère à son diocèse et fit à cet effet appel à saint Wandrille qui lui dépêcha saint Hermeland, accompagné d'une douzaine de moines, qui décidèrent d'établir un monastère à l'embouchure de la Loire.
La date exacte de sa mort, qui selon les Bollandistes est au 10 juillet, reste inconnue.
Il était déjà honoré au XIIe siècle.
L'église Saint-Pasquier de Nantes est nommée sous son vocable.